# Dipelta
 Dipelta é um gênero botânico pertencente a família das Linnaeaceae. Na classificação Sistema de Cronquist este gênero é da família das Caprifoliaceae.
O gênero é constituido de 5 espécies de arbustos, todas originárias da China. Semelhantes as espécies do gênero  Weigela  são cultivadas como arbustos decorativos devido as suas bonitas flores tubulares.

## Espécies
- Dipelta elegans
- Dipelta floribunda
- Dipelta turkestanica
- Dipelta ventricosa
- Dipelta yunnanensis